# Đurinac (gmina Svilajnac)
Đurinac (cyr. Ђуринац) – wieś w Serbii, w okręgu pomorawskim, w gminie Svilajnac. W 2011 roku liczyła 246 mieszkańców.